# Справа Маші Москальової
У квітні 2022 року через антивоєнний малюнок шестикласниці Марії Москальової почалося політичне переслідування дівчинки та її батька-одинака Олексія Москальова. Батько був звинувачений у «дискредитації російської армії» під час вторгнення Росії в Україну, а дівчинку забрали з сім'ї і відправили в місцевий дитячий притулок. 28 березня 2023 року Єфремовський районний суд засудив Олексія Москальова до двох років виправної колонії. Це перший в Російській Федерації випадок, коли російський суд, відправив батьків дитини до в'язниці, за політичними звинуваченнями, залишивши дитину без опікунів.

## Хід подій
У квітні 2022 року учениця шостого класу дев'ятої школи міста Єфремова Тульскої області Російської Федерації Марія Москальова, 2009 року народження, на уроці малювання, створила антивоєнний малюнок. Це викликало переполох у школі. Вчителька образотворчого мистецтва пішла до директора, а він викликав поліцію. Співробітники МВС чергували біля виходу зі школи, проте дівчинка зорієнтувалася в ситуації та змогла втекти додому.
Наступного дня дівчинку разом із батьком Олексієм Володимировичем Москальовим, 1968 року народження було доставлено в поліційну дільницю, де на батька дівчинки, було складено адміністративний протокол за «дискредитацію російської армії», але правопорушенням було вказано, не малюнок дитини, а повідомлення у соцмережі «Однокласники», що були написані з акуанту Олексія Москальова. На наступний день, після суду над батьком, до школи прибули співробітники ФСБ, які намагалися схилити дівчинку до участі в діяльності на користь російського вторгнення, після чого дівчинка перестала ходити до школи і перейшла на домашнє навчання.
30 грудня 2022 року у квартирі Москальових провели обшук, під час якого було вилучено майно та готівкові кошти, а сам Олексій був затриманий та допитаний ФСБ. Біля будинку Москальова чергували п'ять поліційних машин, транспорт МНС та пожежні. Під час допиту Олексія побили, а також, за його словами, від нього вимагали зізнатися у роботі на третіх осіб. Після допиту на Олексія було заведено кримінальну справу, а Марію відправили до місцевого дитячого притулку.
У січні 2023 року Комісія у справах неповнолітніх міста Єфремов подала до суду позов, щодо обмеження батьківських прав обох батьків Марії.
1 березня 2023 року Олексія було затримано, а з 2 березня — відправлено під домашній арешт у справі про повторну «дискредитацію російської армії». З Марією не вдалося зв'язатися, ні самому Олексію, ні правозахисним організаціям.
27 березня єфремівський районний суд, в особі судді Антона Владиславовича Малікова, за один день розглянув справу, і наступного дня засудив Олексія Москальова до двох років колонії із забороною користуватися інтернетом 3 роки та вилученням особистого комп'ютера на користь держави. Прокурором у суді був Олег Миколайович Тимаков. Крім цього, суд ухвалив, передати дочку Олексія на піклування соціальних служб. На думку муніципального депутата Ольги Подільської, до суду, було скликано масовку, яка підтримувала війну, а групу підтримки Москальова навпаки, на територію суду не пустили. Сам Олексій втік з-під домашнього арешту і не був присутній на оголошенні вироку.
28 березня 2023 року, правозахисний проект «Меморіал» визнав Олексія Москальова політв'язнем.
29 березня 2023 року, Маша Москальова, з притулку, написала батькові листа: «Я дуже люблю тебе, і знай, ти ні в чому не винен, я завжди за тебе, і все, що ти робиш, правильно.» … «Прошу тебе, тільки не здавайся. Вір, сподівайся і кохай. Якось ми сядемо за стіл і згадуватимемо це все. Я люблю тебе, сподіваюся, ні, я знаю, що ти не здасися, ти сильний, ми сильні, ми зможемо, а я молитимуся за тебе і за нас, тато». На звороті дівчинка написала: «Love you, ти — герой. Мій герой».
30 березня, Олексія Москалева було затримано у Мінську. 1 квітня російські правозахисники з організацій «Меморіал» та «ОВД-Інфо» попросили Раду Європи та Єврокомісію допомогти не допустити екстрадиції Олексія Москальова до Росії.

## Суть звинувачень
Незважаючи на те, що переслідування почалося з антивоєнного малюнка Марії Москальової, перший адміністративний протокол у квітні 2022 року за «дискредитацію російської армії» було складено через повідомлення в соцмережі «Однокласники», яке, за твердженням правоохоронних органів, написав Олексій Москальов. 28 березня 2023 року Олексія було засуджено до тюремного ув'язнення у кримінальній справі про повторну «дискредитацію російської армії». Сам Олексій стверджує, що не писав цих повідомлень, а його сторінка була зламана, про що він писав на ній ще до арешту.
Вчителі Марії, які виступили свідками з боку звинувачення, не змогли пригадати зміст повідомлень, лише вказали, що «суть одна й та сама — ганебна та дискредитуюча». Інший свідок — співробітник компанії, що підключала інтернет у квартирі Москальова — підтвердив, що з комп'ютера Олексія, який було вилучено під час обшуків, заходили на його сторінку в соцмережі.

## Реакції
Представник Єврокомісії, Пітер Стано порівняв переслідування Олексія Москальова з політикою Йосипа Сталіна і закликав Росію поважати свою власну конституцію «замість карати дітей та батьків з політичних причин».